# 丁菲洛尔
丁菲洛尔（INN：Butofilolol，开发代号：CM-6805），商品名Cafide，是一种β受体阻滞剂药物，用于治疗原发性高血压。目前该药物尚未在任何地方销售。